# Vinzenz Maria Gredler
Vinzenz Maria Gredler OP (30 de setembre de 1823, Telfs, Àustria - † 4 de maig de 1912, Bozen, Itàlia) fou un frare dominic austríac, cèlebre per ser un gran naturalista de la seva època al sud d'Àustria i nord d'Itàlia.

## Vida
Es formà en estudis clàssics del 1835 al 1841, després en filosofia i teologia del 1842 al 1848. Ensenyà ciències naturals a l'Institut d'Hall del 1848 al 1849 i a l'Institut dels franciscans a Bozen del 1849 al 1901.
Feu 338 publicacions de diferents temes: geologia, mineralogia, botànica, zoologia, art, antropologia, història, etc. També és cèlebre per ser un gran explorador de la zona del Tirol i un gran col·leccionista; les seves col·leccions encara es conserven a l'institut de Bozen.